# Guajara
Guajara ou Guaxara est le nom d'une femme guanche.
Elle était une amoureuse de Tinguaro, frère du roi ou Mencey Bencomo de Taoro et un des amis de Dácil.
Beneharo promet à Tinguaro la main de sa fille Guacimara et l'héritage de son règne s'il remporte la victoire dans la bataille contre les Espagnols. Guajara, jalouse de l'intérêt de Tinguaro pour obtenir cette récompense, manipule Ruyman, neveu de Tinguaro et amoureux de Guacimara, afin d'éviter le mariage promis. Cependant, le mariage a lieu et Guajara se suicide en arrogant au néant.
Pour l'historien et médecin Juan Bethencourt Alfonso, Guajara et Tinguaro ont eu cinq enfants.